# Marntallsåsen
Marntallsåsen este o arie protejată (arie specială de conservare — SAC, sit de importanță comunitară — SCI) din Suedia întinsă pe o suprafață de 4.058,4 ha, integral pe uscat.

## Localizare
Centrul sitului Marntallsåsen este situat la coordonatele 62°55′51″N 13°58′49″E / 62.9309°N 13.9802°E.

## Înființare
Situl Marntallsåsen a fost declarat sit de importanță comunitară în ianuarie 1997 pentru a proteja 2 specii de animale. Situl a fost protejat și ca arie specială de conservare în decembrie 2009.

## Biodiversitate
Situată în ecoregiunile alpină și boreală, aria protejată conține 8 habitate naturale: Turbării Aapa, Păduri nordice subalpine/subarctice cu Betula pubescens ssp. czerepanovii, Mlaștini turboase de tranziție și turbării mișcătoare, Izvoare fino-scandinave și mlaștini produse de izvoare bogate în minerale, Pajiști alpine și boreale, Taiga vestică, Lacuri și iazuri distrofice naturale, Ape stătătoare oligotrofe până la mezotrofe, cu vegetație de Littorelletea uniflorae și/sau de Isoëto-Nanojuncetea.
La baza desemnării sitului se află mai multe specii protejate de  mamifere (2): gluton (Gulo gulo), râs eurasiatic (Lynx lynx).